# 柏村站
柏村站（站牌彝文写作ꀝꋂ/biep ce）是一个成昆线上的铁路车站，位于四川省乐山市金口河区金河镇（原属吉星乡）柏香村，建于1966年，目前为四等站，邮政编码为614701。目前客运：办理旅客乘降，不办理货运业务。

## 图片

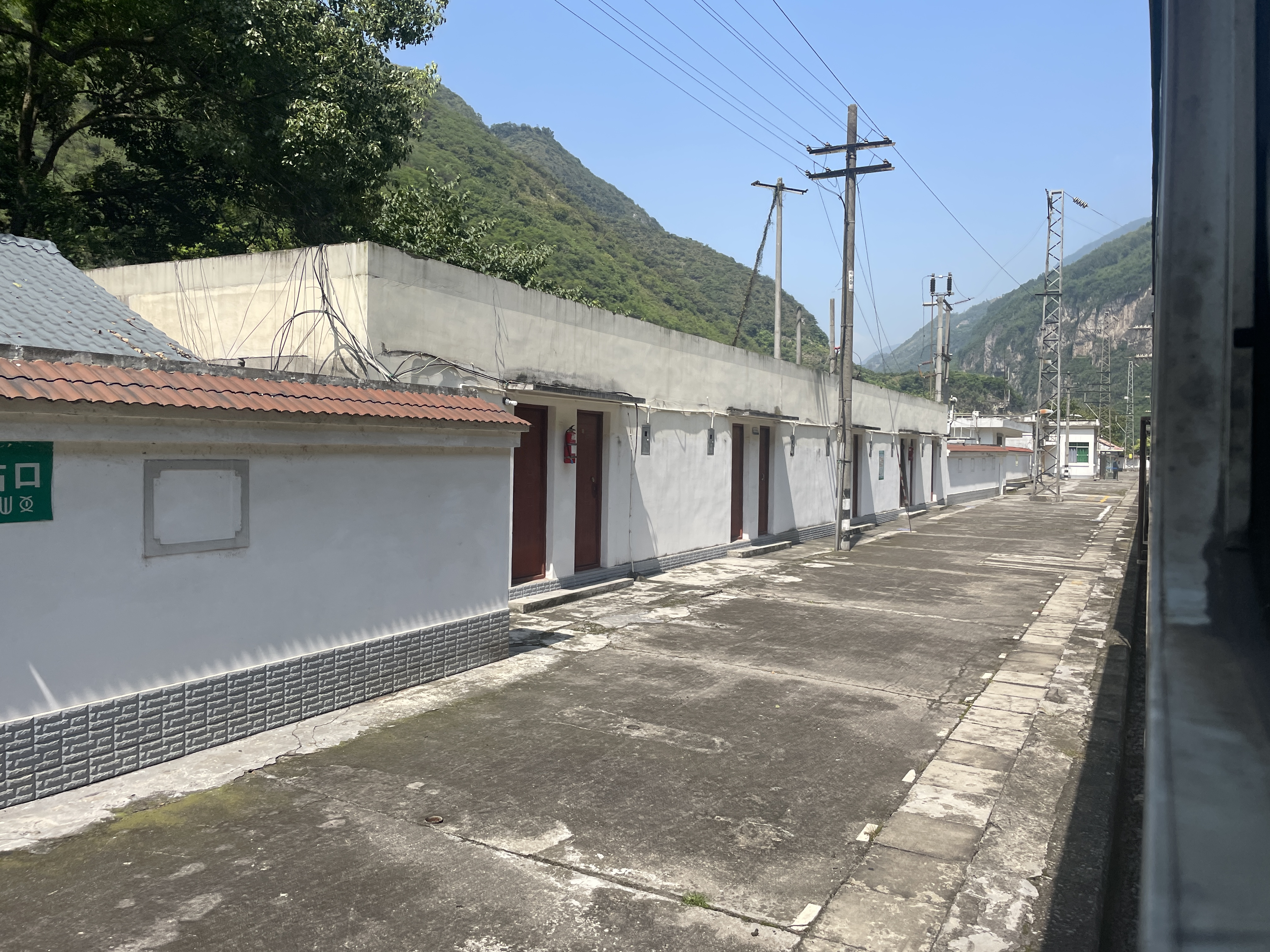
车站站台
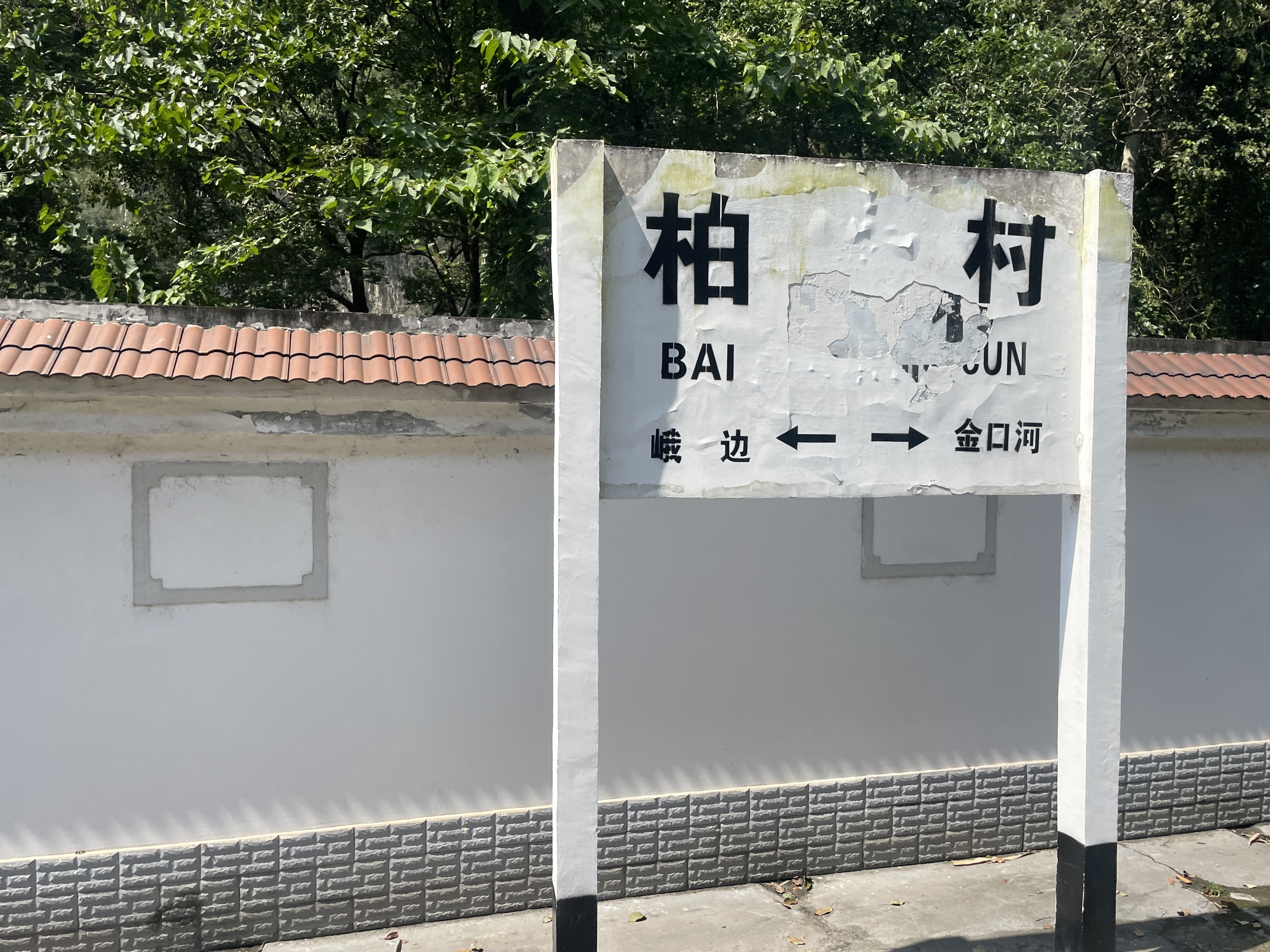
站牌
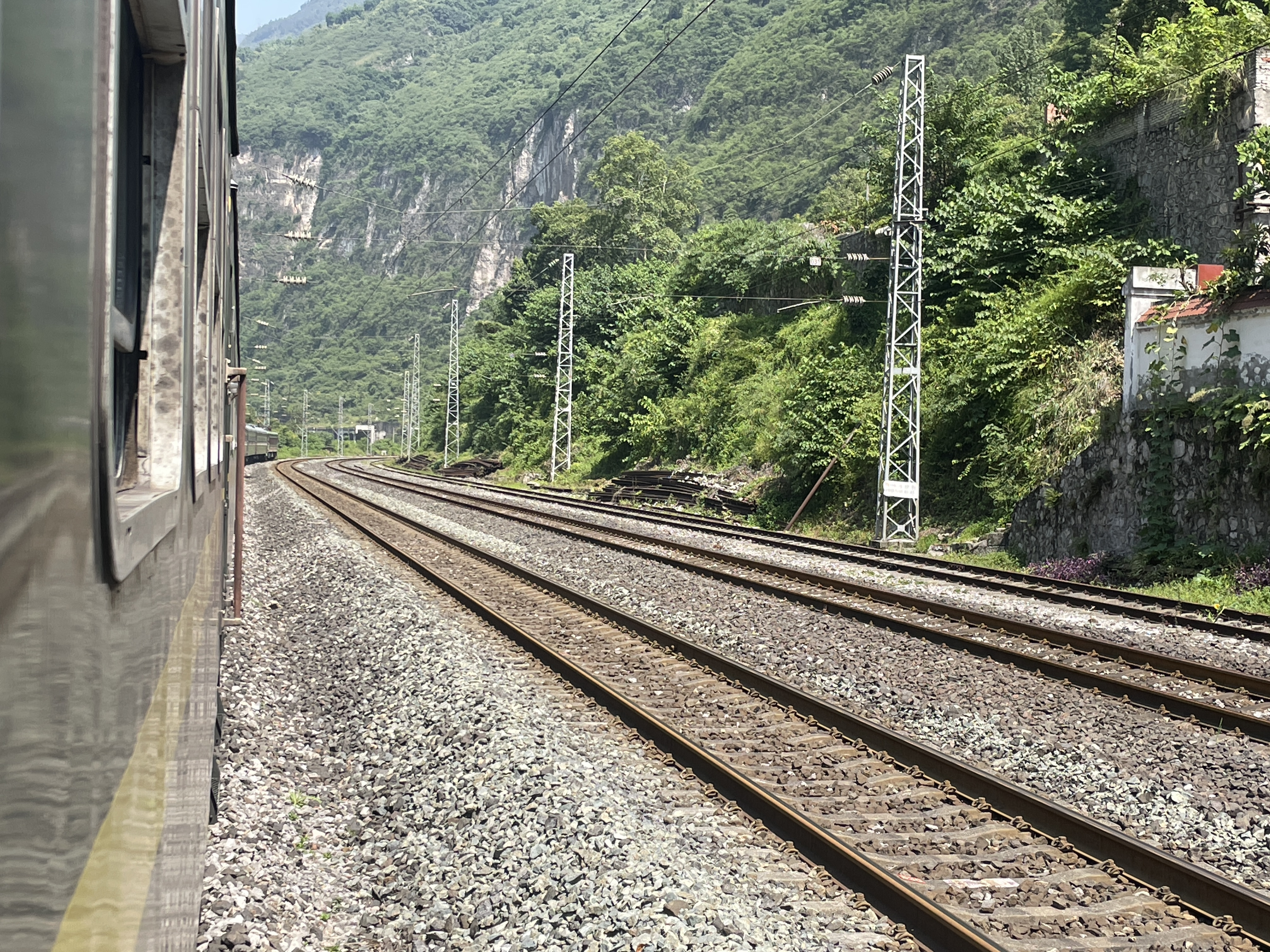
股道
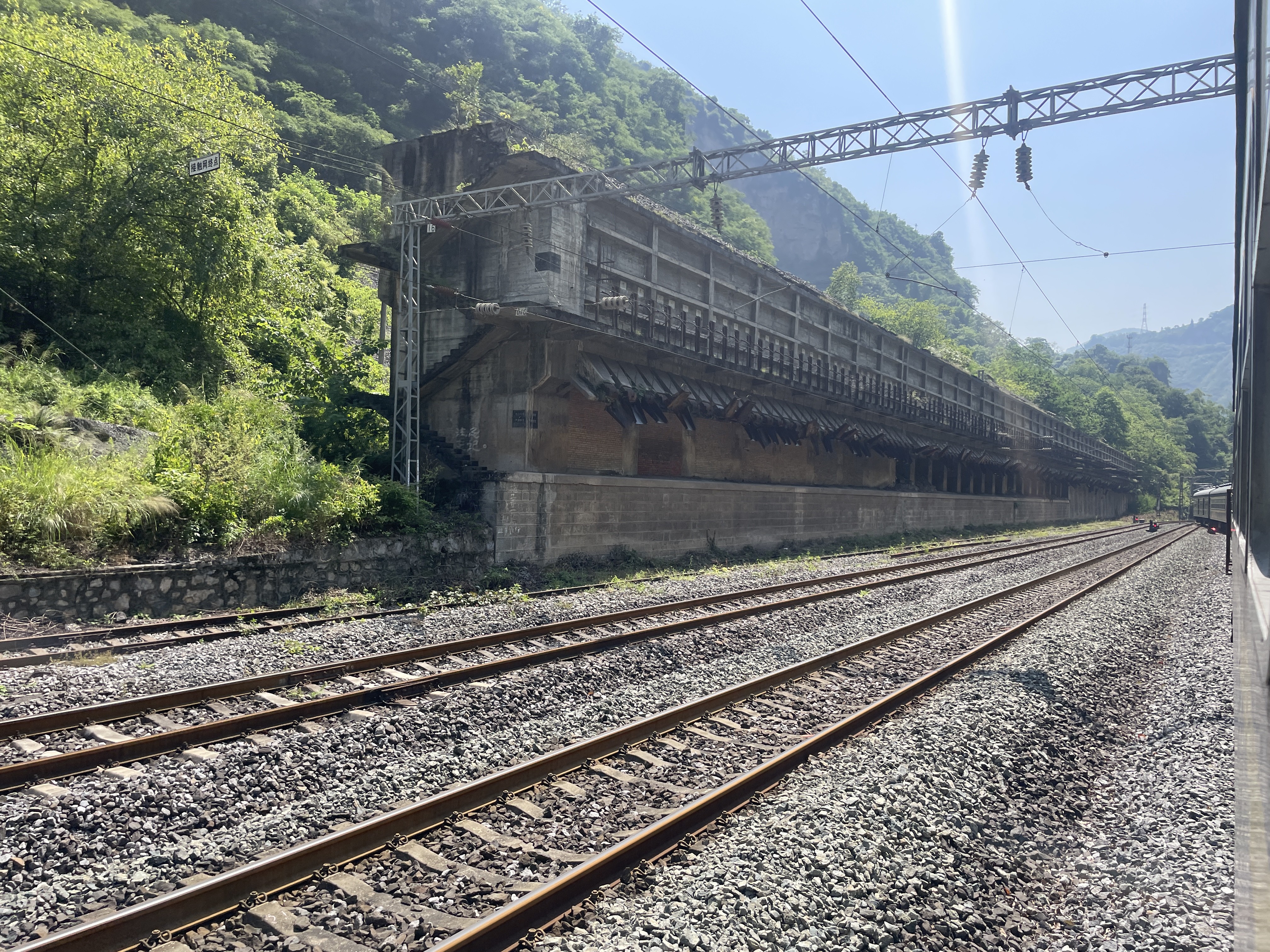
原柏村采石场石料装卸区